# الاتفاقية الإطارية حول بانجسامورو
الاتفاقية الإطارية حول بانجسامورو هي اتفاق تمهيدي تم التوقيع عليه في قصر مالاكانان في مانيلا في 15 أكتوبر 2012. تدعو الاتفاقية إلى إنشاء كيان سياسي يتمتع بالحكم الذاتي يُدعى بانجسامورو يكون بديلًا عن منطقة الحكم الذاتي لمينداناو المسلمة والتي وصفها الرئيس بنيغنو آكينو الثالث ب«التجربة الفاشلة».

## وصلات خارجية
- Framework Agreement on the Bangsamoro
- Text of all peace accords for the Philippines